# Силицка Јаблоњица
Силицка Јаблоњица (слч. Silická Jablonica) насељено је мјесто са административним статусом сеоске општине (слч. obec) у округу Рожњава, у Кошичком крају, Словачка Република.

## Становништво
| Година:    | 1994. | 2004.    | 2014.    | 2024.    |
| ---------- | ----- | -------- | -------- | -------- |
| Број људи: | 281   | 231      | 194      | 172      |
| Разлика:   |       | -17,79 % | -16,01 % | -11,34 % |

| Година:    | 2023. | 2024.   |
| ---------- | ----- | ------- |
| Број људи: | 179   | 172     |
| Разлика:   |       | -3,91 % |

Према подацима о броју становника из 2011. године насеље је имало 201 становника.